# Arthur Lee, 1. Viscount Lee of Fareham

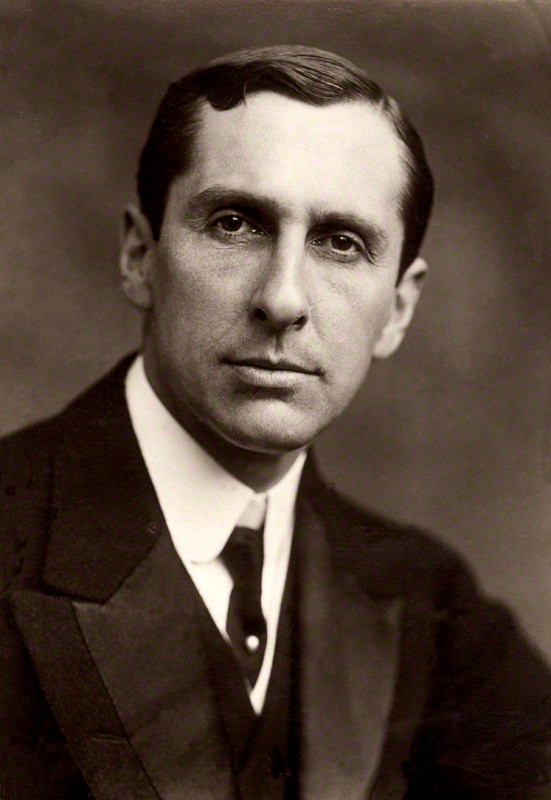
Arthur Hamilton Lee (1903)

Arthur Hamilton Lee, 1. Viscount Lee of Fareham, GCB, GCSI, GBE, PC, KJStJ (* 8. November 1868 in Bridport, Dorset; † 21. Juli 1947 in Avening, Gloucestershire) war ein britischer Politiker der Conservative Party. Er war von 1900 und 1918 Mitglied des Unterhauses (House of Commons) und von 1918 bis 1947 Mitglied des Oberhauses (House of Lords). In der Regierung Lloyd George war er zwischen 1919 und 1921 zunächst Minister für Landwirtschaft und Fischerei (Minister of Agriculture and Fisheries) sowie im Anschluss von 1921 bis 1922 Erster Lord der Admiralität (First Lord of the Admiralty).

## Leben

### Offizier, Unterhausabgeordneter und Juniorminister
Arthur Hamilton Lee war der Sohn des Rev. Melville Lauriston Lee († 1870), anglikanischer Pfarrer von Bridport in Dorset, aus dessen Ehe mit Emily Winter Dicker († 1918). Er absolvierte nach dem Besuch des renommierten Cheltenham College eine Kadettenausbildung an der Royal Military Academy Woolwich und wurde nach deren Abschluss 1888 als Offizier in die Royal Artillery übernommen. Nach verschiedenen Verwendungen wurde er 1893 Professor für Strategie und Taktik am Royal Military College of Canada in Kingston. Zugleich organisierte er zwischen 1894 und 1896 eine militärische Vermessung der kanadischen Grenze und. Er wurde 1898 zum Captain befördert und wurde während des Spanisch-Amerikanischen Krieges (23. April bis 12. August 1898) Militärattaché an der Botschaft in den USA. 1899 wurde er zum Lieutenant-Colonel befördert und schied 1900 aus dem aktiven Militärdienst aus.
Am 1. Oktober 1900 wurde Lee für die Conservative Party als Nachfolger von Sir Frederick Fitzwygram erstmals als Abgeordneter ins britische Unterhaus (House of Commons) gewählt und vertrat dort bis zu seiner Ablösung durch John Humphrey Davidson am 9. Juli 1918 den Wahlkreis Fareham. Im Kabinett Balfour bekleidete er zwischen 1903 und 1905 das Amt als Ziviler Lord der Admiralität (Civil Lord of Admiralty). Er nahm zwischen 1914 und 1915 am Ersten Weltkrieg teil, wurde für seine militärischen Verdienste zwei Mal im Kriegsbericht erwähnt (Mentioned in dispatches) und erreichte den temporären Rang eines Colonel. Er war zwischen 1915 und 1916 Parlamentarischer Sekretär im Munitionsministerium (Minister of Munitions) und wurde am 12. Juli 1916 als Knight Commander des Order of the Bath (KCB) geadelt, so dass er fortan das Prädikat „Sir“ führte. Im weiteren Kriegsverlauf war er von 1917 bis 1918 Generaldirektor für Nahrungsmittelproduktion und wurde am 1. Januar 1918 auch Knight Grand Cross des Order of the British Empire (GBE).

### Oberhausmitglied und Minister

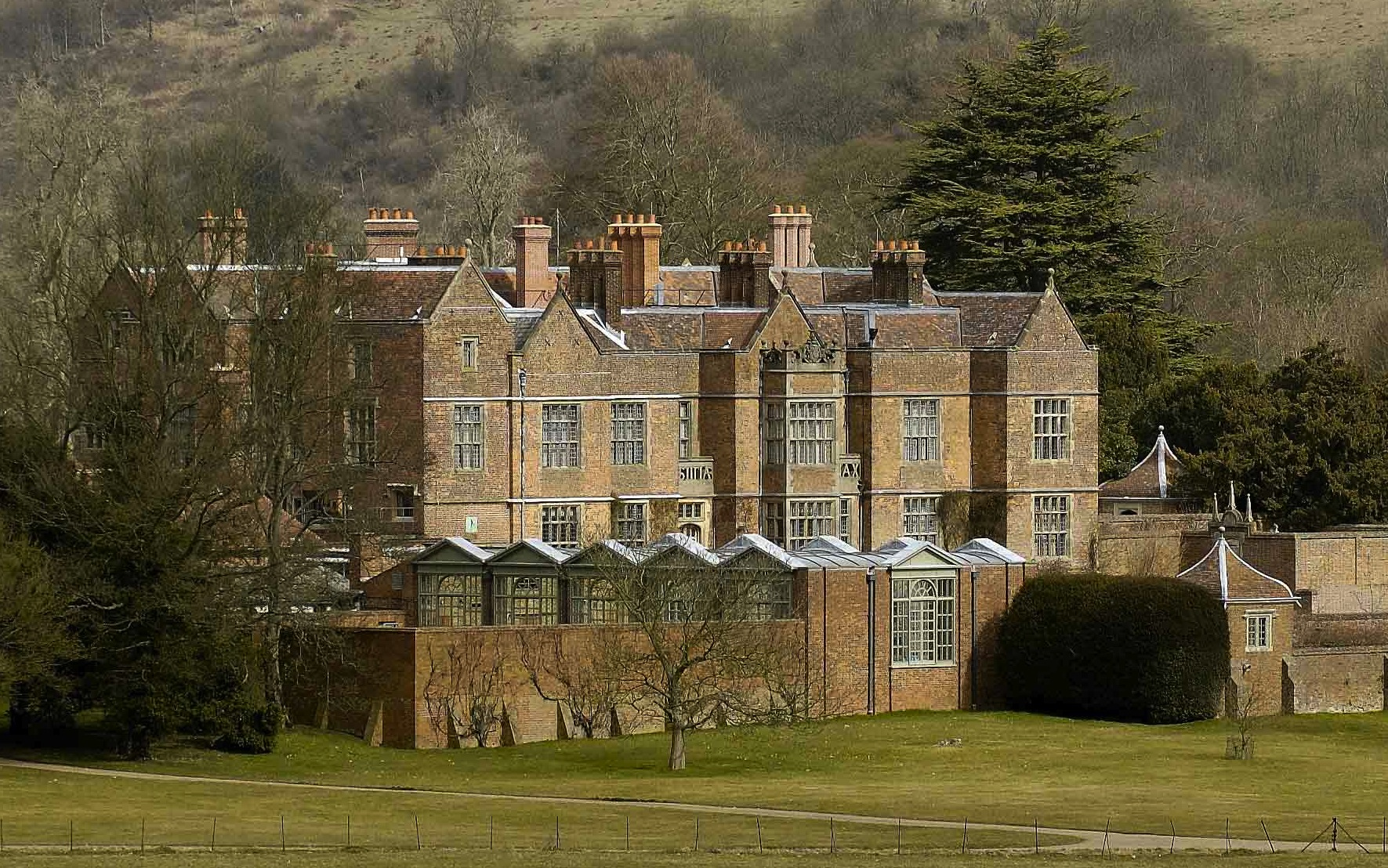
1920 schenkte er der Nation das Anwesen Chequers als Residenz für den Premierminister.

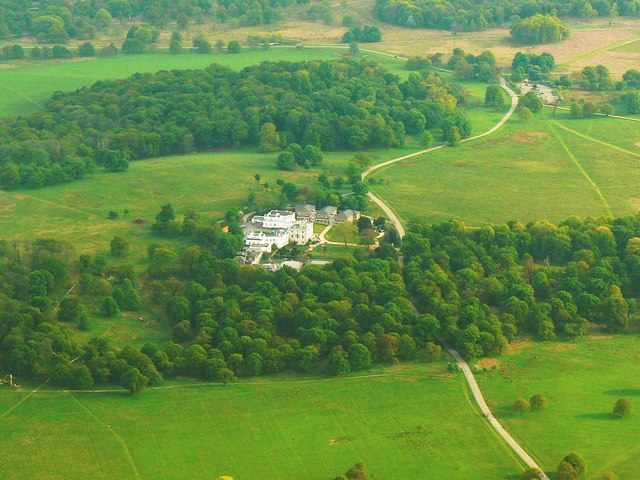
1927 bezog Viscount Lee das Landhaus White Lodge im Londoner Richmond Park.

Bei seinem Ausscheiden aus dem Unterhaus wurde er am 9. Juli 1918 in der Peerage of the United Kingdom als Baron Lee of Fareham, of Chequers in the County of Buckingham, zum erblichen Peer erhoben und wurde dadurch Mitglied des Oberhauses (House of Lords), dem er bis zu seinem Tode am 21. Juli 1947 angehörte. Im Zuge einer Regierungsumbildung übernahm er am 15. August 1919 in der Regierung Lloyd George von Rowland Prothero den Posten als Minister für Landwirtschaft und Fischerei (Minister of Agriculture and Fisheries) und behielt dieses Ministeramt bis zum 13. Februar 1921, woraufhin Sir Arthur Griffith-Boscawen seine Nachfolge antrat. Er wurde 1919 auch Mitglied des Geheimen Kronrates (Privy Council). 1920 schenkte er der Nation das Anwesen Chequers als Residenz für den Premierminister.
Lee wiederum wurde im Rahmen der Kabinettsumbildung am 13. Februar 1921 in der Regierung Lloyd George als Nachfolger von Walter Long Erster Lord der Admiralität (First Lord of the Admiralty) und hatte diese Funktion bis zum Ende der Amtszeit von Premierminister David Lloyd George am 19. Oktober 1922 inne. Bereits zuvor war er am 6. Februar 1921 Mitunterzeichner des Vertrages in Bezug auf die Nutzung von U-Booten und Schadgasen in der Kriegführung. Als Erster Lord der Admiralität war er auch Lord High Admiral.
Am 28. November 1922 wurde er in der Peerage of the United Kingdom zum Viscount Lee of Fareham, of Bridport in the County of Dorset, erhoben. Des Weiteren wurde er am 1. Januar 1925 als Knight Grand Commander des Order of the Star of India (GCSI) sowie am 3. Juni 1929 auch als Knight Grand Cross des Order of the Bath (GCB) ausgezeichnet. Er war ferner Knight of Justice des Order of Saint John (KJStJ) und bekam einen Ehrendoktor der Rechtswissenschaften (Honorary Doctor of Laws) von der University of Cambridge verliehen. Darüber hinaus war er Fellow der Society of Antiquaries of London (FSA) sowie Ehren-Fellow der Royal Institute of British Architects (Honorary FRIBA). 1927 bezog er das Landhaus White Lodge im Londoner Richmond Park. 1933 ermöglichte und finanzierte er durch eine großzügige private Spende und durch seinen diplomatischen Einsatz den Umzug der Bibliothek des Warburg Institute, aus dem heutigen Warburg-Haus nach London.
Da seine am 23. Dezember 1899 geschlossene Ehe mit Ruth Moore geschlossene Ehe kinderlos blieb, erloschen bei seinem Tod am 21. Juli 1947 seine Adelstitel als Viscount Lee of Fareham und Baron Lee of Fareham.

## Veröffentlichungen
- A catalogue of the pictures, etc., at 18 Kensington palace gardens, London, 1923
- Great Britain. Royal Commission on the Superior Civil Services in India. East India, 1924
- Report of the Royal Commission on Cross-River Traffic in London, 1926
- Report of the Royal commission on police powers and procedure., 1929
- Works of art in silver and other metals belonging to Viscount and Viscountess Lee of Fareham, 1936

## Hintergrundliteratur
- Alan Clark: A good innings. The private papers of Viscount Lee of Fareham. J. Murray, London 1974.